# Musée Segantini
Le Musée Segantini de Saint-Moritz en Suisse, expose des œuvres du peintre Giovanni Segantini. Il a ouvert ses portes à l'été 1908 et a été achevé en septembre de la même année. Il a été construit selon les plans de l'architecte Nicolaus Hartmann (1880-1956) comme une sorte de monument accessible. Le bâtiment au dôme puissant s'inspire du pavillon que Segantini avait prévu pour son panorama de l'Engadine à l'Exposition universelle de 1900 à Paris. Contrairement aux plans originaux de Segantini, Hartmann a réduit sa taille, ajouté des étages et utilisé des pierres locales au lieu d'une construction en fer.

## Histoire
En 1907, l'ami et médecin de Giovanni Segantini, le Dr. Oskar Bernhard, de retour d'un voyage dans le sud de l'Italie, rend visite au marchand d'art de Segantini, Alberto Grubicy, à Milan. Au cours de leur conversation, l'idée de fonder un musée à Saint-Moritz surgit. Il soumet le projet à un cercle d'amis qui forment une « Comitatio per il Museo Segantini » (« Comité pour le musée Segantini »). Trois lignes directrices sont fixées pour la construction du musée : l'axe principal du musée doit faire face à l'est vers la cabane où Segantini est mort sur le Schafberg ; le bâtiment doit se fondre dans le flanc de la montagne et s'imposer comme un monument ; le bâtiment est destiné à évoquer le pavillon conçu par Segantini pour l'exposition de Paris de 1900.
Les négociations aboutissent à un contrat entre le marchand d'art milanais Grubicy et la St. Moritzer Bank AG. Il est convenu que la banque accordera un prêt de 300 000 francs suisses. En garantie, le marchand dépose un certain nombre de peintures et de dessins de Segantini, qui doivent constituer la base du musée. Le montant des œuvres est fixé à 750 000 francs et Grubicy s'engage à en faire don au musée dans un délai de trois ans.
À l'occasion du neuvième anniversaire de la mort de Segantini, le 28 septembre 1908, le musée est inauguré, et ouvert en juin 1909 et remis à la commune de Saint-Moritz. Dans son discours, Oskar Bernhard déclare que le musée n'a pas de tableaux propres, car il s'agit de dépôts de la Galleria Vittore ed Alberto Grubicy, qui, selon le contrat, sont mis à la disposition du musée pendant trois ans. Si les fonds nécessaires à l'achat des œuvres, estimés à CHF 750'000, ne sont pas réunis, la galerie aura la possibilité de vendre les tableaux ailleurs.
La « Comitatio per il Museo Segantini » doit agir rapidement si elle veut empêcher la revente des œuvres et se tourne vers le gouvernement fédéral et la Fondation Gottfried Keller. Un autre contrat est conclu avec Grubicy en juillet 1911, selon lequel le Triptyque des Alpes, sans la pièce maîtresse Sein, doit devenir la propriété du musée pour une valeur de 475 000 francs. La pièce médiane, que Gubicy a vendue en 1906 pour 160 000 lires au prince Wagram à Paris, est réunie grâce à un accord avec celui-ci.
Le musée est financé avec l'aide de la Fondation Gottfried Keller, qui reprend le montant de 250 000 francs à la condition que le « Comitatio per il Museo Segantini » lève un montant de 225 000 francs sur la base d'un plan de paiement avancé au comité par l'Administration fédérale des finances.
Le début de la première Guerre mondiale empêche le « Comitatio per il Museo Segantini » de remplir ses obligations envers l'administration financière. La dernière tranche ne pourra être payée qu'en 1928 au lieu de 1923 comme prévu. Le triptyque et la collection appartiennent désormais définitivement au musée.

## La construction

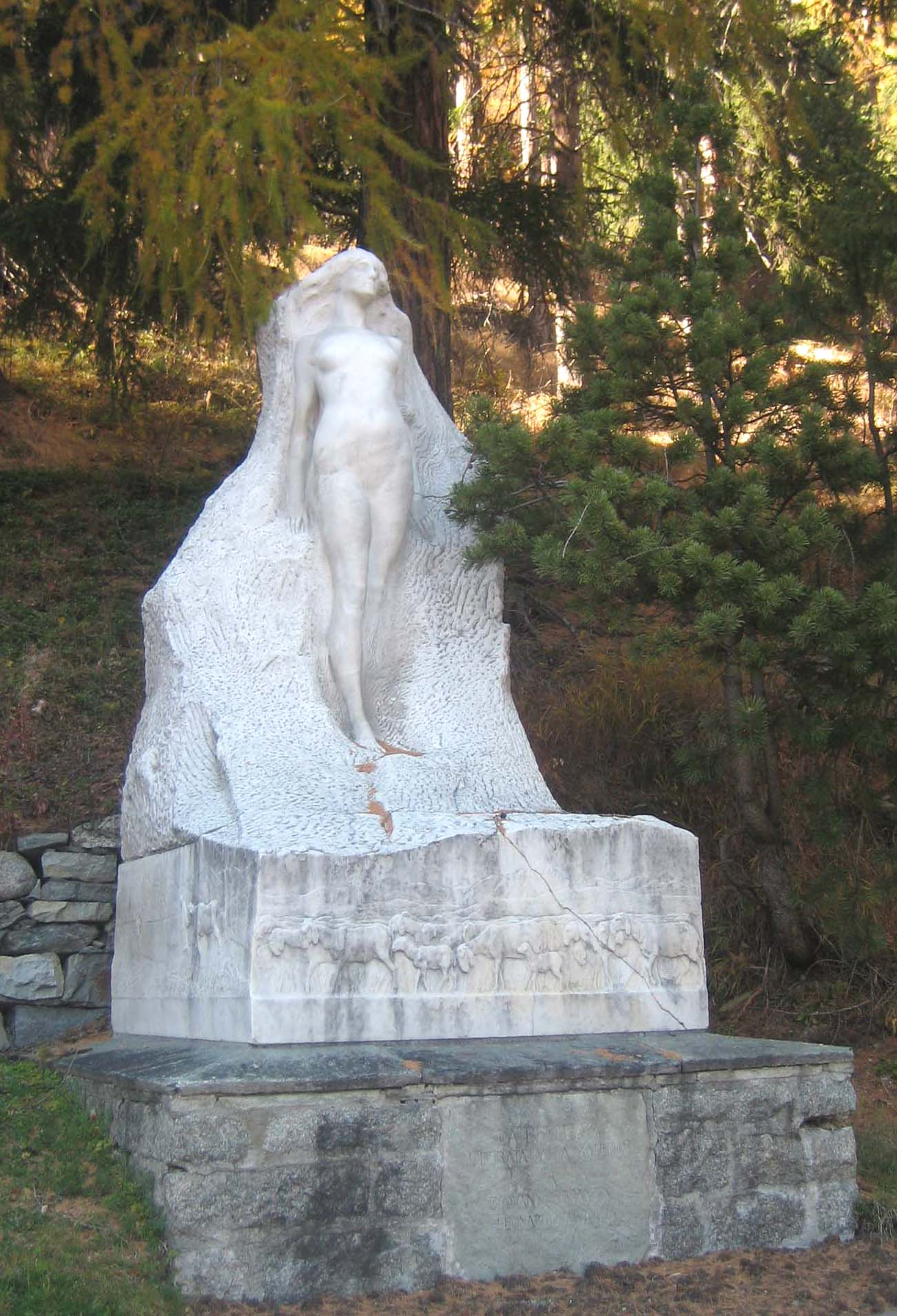
Sculpture de Leonardo Bistolfi.

Fidèle au goût alpin, le musée se présente comme modeste et plutôt austère. Il a un diamètre de 12,5 m et est inséré dans la pente raide de la forêt. Les murs sont en pierre de taille locale, le toit est recouvert de dalles en pierre locale de Malenco. En 1981, un premier changement de structure a lieu, lors duquel une salle est ajoutée à l'arrière du musée, qui n'est pas visible de l'avant, afin de pouvoir présenter la collection, qui s'est entre-temps considérablement agrandie.
Une sculpture en marbre du sculpteur italien Leonardo Bistolfi se dresse devant le musée. Elle a été créée vers 1904 et porte l'inscription « La bellezza liberata dalla materia - a Giovanni Segantini » (« La Beauté libérée de la matière - pour Giovanni Segantini »). Elle était à l'origine destiné à la tombe de Segantini à Maloja.

## Œuvres
Outre les photographies de l'artiste et de sa famille, le musée présente une cinquantaine d'œuvres de toutes les périodes de création de Segantini, dont parmi les plus connues, l'Ave Maria en transbordement, prêt permanent de la Fondation Otto Fischbacher Giovanni Segantini (Version 2, 1886), Femme des Grisons à la fontaine (1887), Messe du matin (1885) et Midi dans les Alpes (1891).
| Tableaux (sélection) | Tableaux (sélection) | Tableaux (sélection) | Tableaux (sélection) |
| -------------------- | -------------------- | -------------------- | -------------------- |
|                      |                      |                      |                      |

L'œuvre principale de Segantini, le Triptyque des Alpes, est exposée dans la grande salle en forme de dôme à l'étage supérieur. L'éclairage est assuré par plusieurs puits de lumière, qui permettent aux couleurs de l'œuvre d'apparaître différemment selon l'heure de la journée et l'incidence de la lumière. Werden montre la prairie le soir à Soglio, Sein une large vue depuis le Schafberg et Verfallen le paysage enneigé de Maloja avant le lever du soleil. La partie centrale, Sein, rappelle le lien géographique entre le musée et la cabane où Segantini est mort : au point « entre l'horizon sombre des montagnes et le lac de Saint-Moritz, où les lignes du ciel infini rayonnant se rejoindraient, a été construit le musée Segantini. ». Un buste de Segantini par Paul Troubetzkoy est également exposé.
| Triptyque des Alpes | Triptyque des Alpes | Triptyque des Alpes |
| ------------------- | ------------------- | ------------------- |
|                     |                     |                     |